# Jacques Augustin
Jean-Baptiste Jacques Augustin, född 15 augusti 1759 i  Saint-Dié-des-Vosges, död 13 april 1832 i Paris, var en fransk miniatyrmålare.
Han tog konstlektioner hos Jean-Baptiste Claudot och Jean Girardet i Nancy. Efter några månaders vistelse i Dijon kom han till Paris, där han snart gjorde sig ett namn.
Under franska revolutionen flydde han till Bretagne, Schweiz och Tyskland. Tillbaka i Paris gifte han sig med en ung kvinnlig elev.
Han blev senare hovmålare. Han dog av kolera och ligger begravd i kyrkogården Père-Lachaise.